# Piz Daint
Piz Daint är en bergstopp i Schweiz.   Den ligger i regionen Engiadina Bassa/Val Müstair och kantonen Graubünden, i den östra delen av landet, 220 km öster om huvudstaden Bern. Toppen på Piz Daint är 2 968 meter över havet, eller 808 meter över den omgivande terrängen. Bredden vid basen är 15,4 km.
Terrängen runt Piz Daint är bergig åt sydväst, men åt nordost är den kuperad. Runt Piz Daint är det glesbefolkat, med 11 invånare per kvadratkilometer.. Närmaste större samhälle är Scuol, 19,8 km norr om Piz Daint. 
Trakten runt Piz Daint består i huvudsak av gräsmarker.